# Облака (комедия)
«Облака́» (др.-греч. Νεφέλαι) — комедия древнегреческого комедиографа Аристофана.
Впервые была представлена на празднике Великих Дионисий в марте или апреле 423 года до н. э., где получила третье место. Несмотря на неуспех, Аристофан считал «Облака» своим лучшим произведением. До наших дней дошла вторая версия пьесы, написанная между 419 и 416 годами до н. э.
Главным негативным персонажем произведения выведен Сократ. Антиковеды отмечают неверную передачу особенностей жизни и учения философа. Аристофан не только довёл до гротеска внешний облик философа, но и обвинил его в развращающем влиянии на общество и в особенности на молодёжь. Сама пьеса направлена против софистов и вообще против нового образа мыслей и суждений, а также изменения системы образования.
Пьеса способствовала закреплению в обществе за Сократом соответствующего образа. Впоследствии философа обвинили в богохульстве и развращении юношества уже не на сцене театра, а в суде. В 399 году до н. э. Сократа приговорили к смерти. Из-за последствий постановки «Облаков» Аристофан неоднократно (c древних времён до конца XVIII века) обвинялся критиками в злонамеренном очернении Сократа. В дальнейшем научном дискурсе мнения о «злонамеренной клевете» и оправданности осуждения Аристофана неоднократно подвергались сомнению.

## История создания

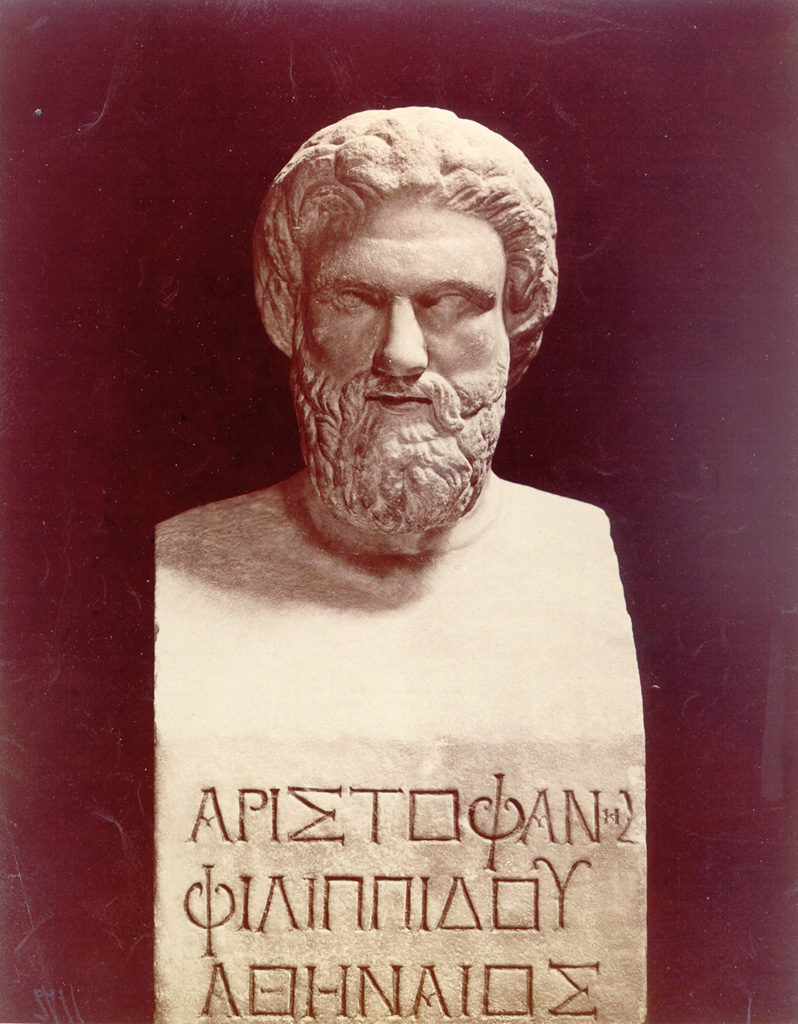
Герма Аристофана. Галере́я Уффи́ци, Флоренция, Италия

«Облака» являются одним из одиннадцати сохранившихся произведений афинского комедиографа Аристофана. Их относят к жанру древней аттической комедии. В древних комедиях критиковали политиков, поэтов и других чем-либо примечательных личностей, а также обсуждали злободневные вопросы. Для этого жанра древнегреческой литературы не существовало границ в фантастичности сюжета и допустимой критике. Произведения этого жанра художественной литературы состояли из следующих частей: пролога, парода (выхода в орхестру хора и исполнение им песни), агона (наивысшего противостояния), парабасы (поучительной речи хора к зрителям), балаганных сценок и эксода.
Впервые комедия была представлена на празднике Великих Дионисий в марте или апреле 423 года до н. э. Она получила третье место, иными словами, «провалилась». По мнению историка В. Г. Боруховича, комедия не получила одобрения судей из-за противодействия Алкивиада. Влиятельного политика могли огорчить нападки на его учителя Сократа, а также образ молодого повесы-аристократа Фидиппида, в котором современники улавливали образ самого Алкивиада. Первое место досталось Кратину за комедию «Бутылка», второе — Амипсию. Несмотря на неуспех, Аристофан считал «Облака» своим лучшим произведением. До наших дней дошла вторая версия пьесы, написанная между 419—416 годами до н. э. В неё в частности добавлена жалоба на несправедливость публики:
Так же как к победе стремлюсь, к славе и к удаче я,
Так же вас считаю, друзья, за людей понятливых
И игру вот эту мою лучшей среди всех других.
Вам уж я однажды ее предложил. Трудней всего
Мне она досталась, и что ж? Пред толпою грубою
Незаслуженный потерпел я провал. Виной тому
Вы, толковые, знатоки! Ради вас старался я!
Мнения антиковедов о характере и размере дополнений, времени написания второй версии «Облаков» разнятся. В тексте присутствуют явные противоречия, что свидетельствует о незавершённости работы. Так, к примеру, в одной части упомянут нынеживущий Клеон, в другой — говорится о его гибели. Неясность добавляют цитаты из «Облаков» у других античных авторов, которые отсутствуют во второй, дошедшей до современников, версии. Обращают на себя внимание исследователей отличия стиля в разных частях пьесы. Кроме вышеуказанного фрагмента поздним, написанным для новой постановки, дополнением В. Н. Ярхо считает агон Правды и Кривды. В. Н. Ярхо подчёркивает, что «два агона, не вызванные необходимостью, как во „Всадниках“, в свою очередь свидетельствуют о незавершённости редакционной работы Аристофана над этой комедией». В споре Правды и Кривды противостояние главных сторон получает наивысший накал. По мнению к. ф. н. Л. Ю. Стрельниковой, смысл агона в «Облаках» состоит в противопоставлении традиционных и новомодных, реформаторских идей, представленных аллегорическими персонажами Правдой и Кривдой. В отличие от других комедий, побеждает негативная сторона Кривда, что придаёт всей пьесе трагикомический характер. В отличие от первоначальной, вторая, дошедшая до современников, версия не была поставлена на сцене.
Исследователь жизни и творчества другого античного комедиографа, современника Аристофана, Евполида антиковед Иэн Сторей находит общие черты «Облаков» с евполидовскими «Козами», которые были написаны в 424 году до н. э.. Пикантности ситуации добавляет наличие в «Облаках» упрёка в адрес Евполида в плагиате: «Первым Евполид забежал, „Мариканта“ вывел он. / Подлый, подло он обокрал наших славных „Всадников“».
Древнеримский писатель II—III века н. э. Клавдий Элиан приводит свою версию создания «Облаков», которая не находит поддержки у современников. Согласно Элиану, обличающую Сократа комедию заказал Аристофану Анит. Публике произведение понравилось: «„Облака“ … вызвали восторг афинян, ибо те от природы завистливы и любят высмеивать людей, выдающихся на государственном и общественном поприще, а ещё охотнее тех, кто прославился мудростью или добродетельной жизнью. Театр, как никогда прежде, рукоплескал Аристофану, зрители громко кричали, требуя признать за „Облаками“ первое место, а именем поэта открыть список победителей».

## Сюжет

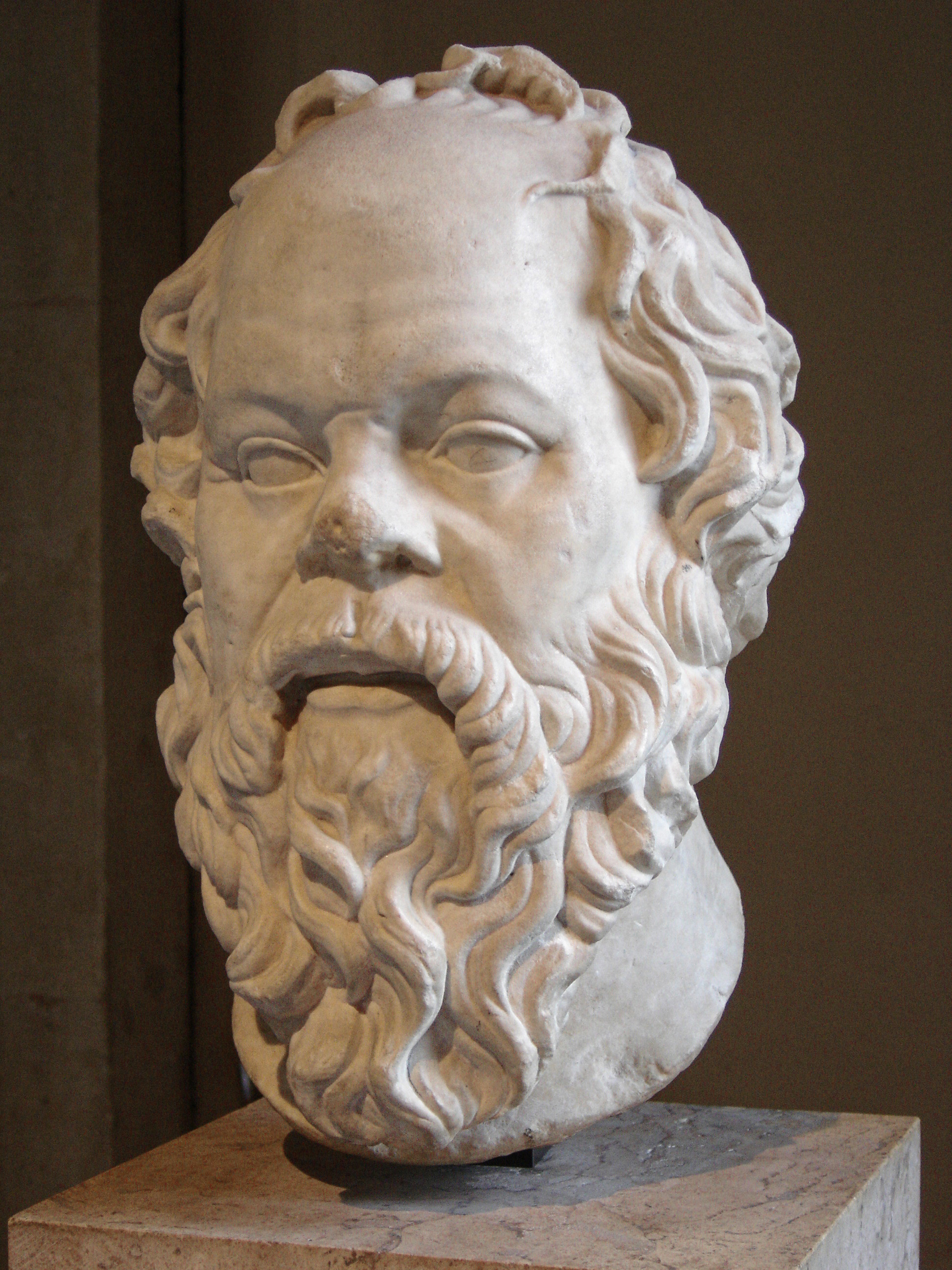
Римская копия бюста Сократа авторства Лисиппа. Лувр

Действующие лица комедии: Стрепсиад — старик; Фидиппид — его сын, молодой человек; Ксанфий — слуга Стрепсиада; Сократ — философ; Правда и Кривда — аллегорические персонажи; Пасий и Аминий — кредиторы Стрепсиада; свидетель, приведенный Пасием; Херефонт — ученик Сократа. Хор состоит из «Облаков», изображённых в виде женщин.
На сцене два дома: один — Стрепсиада, другой — Сократа. Действие происходит то перед одним, то перед другим, и даже внутри домов. Каким образом это изображалось во время представления, современникам неизвестно.
Пролог
Пьеса начинается монологом Стрепсиада. Ранним утром старый афинянин мучится мыслью по поводу скорого наступления срока уплаты долгов. Оплатить их он не может, так как его сын Фидипидд разорил отца увлечением конным спортом. Необразованный крестьянин проклинает тот день, когда имел несчастье жениться на аристократке. Мать воспитала сына в духе, свойственном для её сословия. Стрепсиад вспоминает, что по соседству находится «мыслильня» Сократа, где учат искусству выигрывать в судах любые дела, в том числе и несправедливые. Он будит Фидиппида и требует отправляться в «мыслильню». Когда молодой человек понял о чём речь, то наотрез отказался идти в дом, где живут «негодяи бледнорожие, / Бахвалы, плуты, нечисть босоногая». Фидиппид не хочет испортить себе цвет лица. Старый поношенный плащ старика контрастирует с роскошной одеждой сына.
Стрепсиад сам идёт к Сократу. На входе его встречает один из учеников, который рассказывает, чем занимаются в школе: измеряют длину прыжка блохи, спорят о том, чем жужжат комары. Также ученик с гордостью рассказывает как ловко Сократ украл плащ в палестре. От самого Стрепсиада требуют снять плащ и туфли, перед входом в «мыслильню», так как «Голыми заведено входить сюда». В действительности же старика заставляют раздеться, чтобы украсть одежду. В «мыслильне» Стрепсиад видит других учеников в нелепых позах, которые изучают Тартар и звёзды. Сократ в это время висит в гамаке, так как считает, что проникнуть в запредельные тайны мира возможно, лишь находясь в подвешенном состоянии. Стрепсиад просит принять его в обучение. Также он клянётся всеми богами щедро отблагодарить Сократа. Философ заявляет, что в его «мыслильне» богов не признают, истинными же их божествами являются Облака.
Парод
Сократ молится, чтобы явились Облака — великие богини для ничего не делающих людей. Они, со слов Сократа, дают способность говорить, возражать и увлекать слушателей. Также он утверждает, что Зевса и других олимпийских богов не существует. Стрепсиад готов признать что угодно, лишь бы избавиться от кредиторов. На сцене появляются Облака, которые обещают старику успех в его начинаниях. После проведения шутовских обрядов Сократ принимает Стрепсиада в свою школу.
Парабаса
Пока за сценой Сократ обучает нового ученика, хор Облаков выступает с парабасой. Корифей обращается к зрителям с упрёком, что они не оценили лучшую из пьес Аристофана. Теперь же актёры представляют на суд афинян новую версию произведения. Она существенно отличается от грубых пьес других комедиографов. В ней нет пошлостей и грубых танцев. Также он подчёркивает, что Аристофан в отличие от других не считает достойным нападать на поверженных врагов, как, к примеру, на погибшего Клеона. Во второй, шутливой, части парабасы Облака жалуются на то, что они единственные из богов, которым афиняне не делают жертвоприношения.
Балаганные сценки
После парабасы следуют четыре эписодия комичных сценок.
I. Сократ начинает обучение Стрепсиада различным премудростям. В сценке высмеиваются темы, изучением которых заняты софисты. Так, к примеру, Сократ считает, что самку фазана следует называть «фазыней», а самца — «фазелезнем». Эти премудрости слишком тяжелы для Стрепсиада. По словам Сократа, он никогда не видел более неотёсанного и неспособного к обучению человека:
Глупца такого я ещё не видывал,
Такого простофилю, никудышника.
Зубря несчастных рассуждений несколько,
Всё позабыл он, не успевши вызубрить.
II. Затем Сократ велит Стрепсиаду обдумать что-нибудь. Через некоторое время афинянин сообщает, что нашёл мысль, как избежать уплаты процентов. Он хочет купить фессалийскую колдунью, которая украдёт Луну. Так как срок выплаты процентов наступает с каждым новым лунным месяцем, то её отсутствие избавит от выплат. Сократ одобряет и предлагает обдумать задачу о том, как поступить, если ему предъявят иск в пять талантов. Стрепсиад предлагает с помощью зажигательного стекла растопить воск на дощечке. «Умно, клянусь Харитами» — говорит Сократ и предлагает следующую задачу, связанную с тем, как избежать штрафа. Стрепсиад находит самое простое решение не платить — повеситься до начала судебного разбирательства. Такой ответ пришёлся Сократу не по душе. Он прогоняет Стрепсиада. Облака советуют афинянину отправить в обучение сына.
III. Стрепсиад заставляет сына Фидиппида пойти в обучение к Сократу. Тот вначале отказывается, обращая между прочим внимание на то, что у отца в «мыслильне» украли башмаки и плащ. Однако под натиском Стрепсиада Фидиппид отправляется к Сократу.
IV. В «мыслильне» Сократ предоставляет молодому человеку возможность поучиться у Правды и Кривды. Между этими символическими персонажами возникает перебранка.
Агон первый
Облака предлагают Правде и Кривде выступить с речью. Оба актёра в этой сцене были одеты в костюмы петухов. Этот диалог представляет собой пародию на речь софиста Продика (известную по трудам Ксенофонта) «Геракл на распутье». На вопрос Сократа: «Ну, что ж, теперь обратно увести сынка / Желаешь иль в науку мне отдашь его?» — Стрепсиад выбирает отдать сына на обучение в «мыслильню». Проигравшая Правда срывает с себя костюм и убегает.
Балаганные сценки
После первого агона следуют четыре эписодия сценок.
V. Фидиппид обучает отца, как отделаться от назойливых кредиторов.
VI—VII. К Стрепсиаду приходят кредиторы. Он разговаривает с ними, используя разнообразные софистические приёмы. Кредиторы уходят, проклиная Стрепсиада.
VIII. Радость старика оказалась недолгой, так как его избивает собственный сын.
Агон второй
Фидиппид доказывает отцу, что не только может, но и должен его избивать:
Ревут ребята, а отец реветь не должен? Так ли?
Ты возразишь, что это все — обязанность малюток.
Тебе отвечу я: «Ну, что ж, старик — вдвойне ребенок».
Заслуживают старики двойного наказания,
Подобным же образом Фидиппид разбивает все аргументы отца. Под конец Фидиппид даже предлагает отцу избить мать, чтобы тому не было так обидно. Тогда Стрепсиад проклинает Сократа с его обучением.
Эксод
Стрепсиад понимает, что поступил неправильно и испортил сына, отправив к Сократу. Он кричит слуге, чтобы тот нёс топор и рубил крышу «мыслильни». Сам же он берёт факел и поджигает школу Сократа.

## Описание особенностей жизни древних афинян
«Облака» направлены против философии софистов, её развращающего влияния на общество и в особенности юношей. Кроме основной фабулы, сочинение содержит описание многих особенностей жизни древних греков.

### Критика софистов
Будучи верующим человеком, Аристофан критиковал софистику за подмену традиционных верований предков новыми божествами. Драматург обвинял софистов в безбожии. Но лишь сказать это было недостаточно. Драматург вывел систему новых божеств софистов. «Облака» — символ неясности и расплывчатости их мысли. В качестве нового божества также был упомянут «Язык». Риторика стала неотъемлемой частью обучения у софистов. Её изучение имело сугубо практическую цель — умение убедительно говорить на суде и в Народном собрании. Аристофан критиковал и одновременно высмеивал утверждение Протагора «Человек есть мера всех вещей». От принятия мысли, что истина и ложь относительны и зависят лишь от восприятия конкретного индивида, один шаг к признанию аморальности и беспринципности в политике и частной жизни.
В комедии высмеиваются пустые речи новых «мудрецов», их уверенность, что лишь им одним ведома истина. Согласно Аристофану, среди них может быть и есть несколько искренне помешанных, но в основном они плуты и мошенники. В пародийном духе представлены «научные» задачи, методы их решения. Ничтожность новой науки проявляется в репликах Стрепсиада, который представлен в роли шута-бомолоха. Он во время обучения отпускает скабрёзные шутки. На вопрос Сократа: «Ну что поймал?», — подразумевающий высокие мысли, Стрепсиад отвечает, что смог поймать «вот этот хвостик в руку правую».
Антиковеды отмечают неверное изображение Сократа в «Облаках». У этого философа не было отдельного помещения, где он обучал афинян; он был беден, но платы за свои беседы не брал. Однако именно его в народе считали наиболее искусным софистом. Ему вменяли в вину безбожие, в том числе потому, что он пытался проникнуть в то, что, по мнению афинян, боги намеренно скрыли от человека. Так смотрели в народе на Сократа, и это представление о нём Аристофан взял за основу. По современным оценкам, созданный Аристофаном в «Облаках» образ Сократа отражал непонимание его деятельности демосом. Народ беспокоило всё, что не вписывалось в рамки афинской демократии, осознание своего умственного и идеологического поражения. Жители Афин привыкли ощущать себя господами Эллады, победителями громадной армии Ксеркса. Сократ, как, впрочем, и другие философы, вызывал у них ощущение беспокойства, как человек, способный уничтожить их идеологию. По всей видимости, внешний облик и манеры философа поспособствовали тому, что именно его выбрал Аристофан для своей комедии. Для многих горожан Сократ был чудаком, помешанным. Аристофан довёл до гротеска внешний облик философа: «Бродит босой, озираясь направо, налево, ходит чванно и важно, в лохмотьях, дрожа». Сократа при жизни высмеивали и обвиняли в разных грехах и другие комедиографы, как Амипсий, Кратин и Телеклид. Их сочинения не сохранились. Клавдий Элиан писал, что комедиографы невзлюбили философа, так как Сократ привселюдно показывал своё презрение к их творчеству.
Немецкий поэт и драматург Г. Э. Лессинг так просуммировал образ Сократа в «Облаках»: «Под именем Сократа Аристофан хотел выставить смешным и подозрительным не одного Сократа, а всех софистов, занимавшихся воспитанием молодых людей. Его героем был вообще опасный софист, и он назвал его Сократом только потому, что таким провозгласила Сократа молва».
В качестве примера «успешных» учеников софистов приведены политик Гипербол и философ Херефонт. Согласно Аристофану, Гипербол вначале за сто мин обучился искусству говорить, а затем ложью и обманом добыл «талантов сто и больше». На вопрос Стрепсиада о том, на кого он станет похож если будет прилежным учеником, Сократ отвечает: «На Херефонта». «Беда, беда мне! Полутрупом сделаюсь!» — восклицает Стрепсиад. В данном случае Аристофан высмеивает внешний вид «типичного» ученика Сократа.

### Изменение системы образования
В «Облаках» нашло отображение изменение системы обучения молодого афинянина. Обучение чтению, письму, музыке и гимнастике, которые некогда составляли основу воспитания, уже не удовлетворяло молодых людей. Странствующие учителя мудрости софисты учили буквально всему — искусству мыслить и говорить, физике, астрономии, математике, красноречию, поэтике и др. Они дополнили программу традиционного обучения юношества и положили начало высшему образованию. Сцена разговора Правды и Кривды содержит изложение принципов старого и нового воспитания. Фидиппид декламирует на пиру Еврипида, а не Эсхила или Симонида, которые по его мнению устарели. Сократ запрещает своим ученикам заниматься гимнастикой, что свидетельствует об уменьшении её роли в новой системе образования. Аристофан выступает ретроградом, давая устами Правды ответ на утверждение, что прежняя система устарела:
Да, конечно. Но это та сила,
Из которой растила наука моя поколенья бойцов марафонских.
В обосновании того, что не так в новом воспитании, автор описывает культуру поведения за столом:
За обедом без спроса не смели они положить себе редьки кусочек,
Сельдерея до старших стянуть со стола не решались, ни лука головку.
В кулачок не смеялись, не крали сластей, ногу за ногу накрест не клали...
Автор включает в пьесу «кулинарно-педагогические метафоры». Учение Сократа он сравнивает с непереносимой для желудка пищей. Восприятие сократовской мудрости кажется ему подозрительным. Более того, оно свидетельствует об испорченности учеников философа.

### Конные скачки. Панафинейские игры
Увлечение Фидиппида конными состязаниями стало причиной долгов Стрепсиада. Отец жалуется на дорогостоящие развлечения сына. Молодой человек видит во сне себя колесничим на гипподроме. Самым престижным было состязание колесниц, запряжённых четырьмя лошадьми. Стрепсиад вспоминает, как мать Фидиппида обещала малютке сыну, что тот станет править именно такими колесницами. Аристофан не обошёл вниманием традицию приносить в жертву гекатомбу (сто быков) на Панафинейских играх, чьё мясо затем отдавали афинянам:
До отвала наевшись рубцов отварных на гулянии панафинейском,
Ты не чувствовал шума и гуда в кишках и бурчанья в стесненном желудке?
В «Облаках» также имеется информация об изменении танца пиррихий, который выполняли юноши во время Панафиней.
Похожей по типажу и поведению на лошадь выведена мать Фидиппида. Стрепсиад уже в брачную ночь «унюхал» расточительность и обжорство жены. Он обвиняет «породу» супруги в том, что сын стал таким как есть, впитал её пороки и любовь к скачкам. Даже имя ему пришлось выбирать связанное с лошадьми (от др.-греч. Ιππίδες — лошади). Да и какой «приплод» можно ожидать от матери-«лошади»? Этот риторический вопрос заложен уже в самом начале комедии. Эти шутки переплетаются с политической сатирой. Жена Стрепсиада названа «племянницей Мегакла, сына Мегакла». Аристофан показывает, что супруга Стрепсиада происходила из знатного рода Алкмеонидов, чей представитель Мегакл, сын Гиппократа, был известным распутником, корыстолюбцем и любителем скачек. Сын Мегакла, также Мегакл, унаследовал увлечение отца. Его квадрига одержала победу в Олимпийских играх 436 года до н. э. Когда у Стрепсиада рождается сын, то мать требует дать ребёнку имя с корнем ίππ-, как например Ксантипп, Харипп или Каллиппид. Стрепсиад, следуя отеческой традиции называть сына по деду, отстаивал имя Фидонид. В результате ребёнок получил «гибридное» имя Фидиппид. Мать с детства внушала сыну, что повзрослев, он, как победитель в Олимпийских играх дядя Мегакл, въедет в город с почётом на колеснице.

## Последствия. Критика

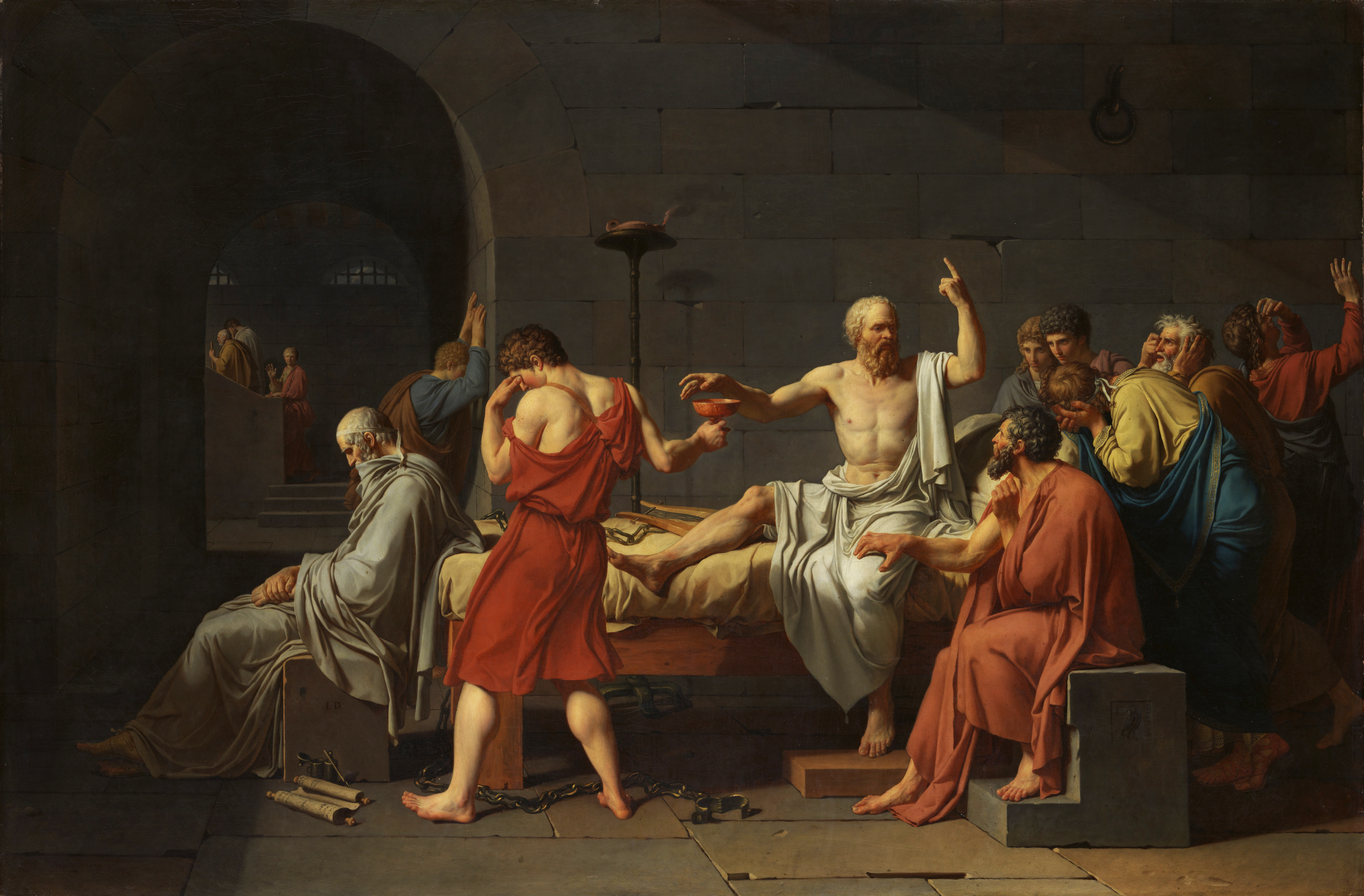
Жак-Луи Давид. «Смерть Сократа». По мнению антиковедов «Облака» Аристофана сыграли не последнюю роль в формировании общественного мнения относительно Сократа. В 399 году до н. э. суд приговорил Сократа к смерти, обвинив в богохульстве и развращении молодёжи

Пьеса способствовала закреплению в обществе за Сократом соответствующего образа. Аристофан активно участвовал в подготовке общественного настроения, которое привело к гибели философа. Впоследствии Сократа обвинили в богохульстве и развращении юношества уже не на сцене театра, а в суде. По мнению последователей Сократа, «Облака» Аристофана сыграли не последнюю роль в формировании общественного мнения.
Ксенофонт в «Пире» приводит описание обеда на котором присутствовал Сократ. Один из гостей родом из Сиракуз спрашивает философа, почему того называют «мыслильщиком». В ходе последующей ссоры он задаёт вопрос Сократу: «скольким блошиным ногам равно расстояние, отделяющее тебя от меня: говорят, в этом и состоит твоё землемерие». Произведение свидетельствует о влиянии «Облаков» на отношение к философу. Анализ диалога между Сократом и сиракузянином показывает как минимум три вещи. Сократ был огорчён ложной передачей его учения в изложении Аристофана, влиянием комедии на общественное мнение. Определение «мыслильщика» относительно Сократа запомнили. Великого философа недоброжелатели называли аристофановским термином. Во время разговора с сиракузянином Сократ не утверждал, что всё из «Облаков» Аристофана клевета и враньё. Более того, веру Сократа в то, что существуют некие демоны-божества, отличные от олимпийского пантеона, выведенные в виде «Облаков», постулируют не только Платон и другие античные классики, но и современные антиковеды.
В «Апологии Сократа» Платон приписывает своему учителю слова: «Вы и сами видели в комедии Аристофана, как какой-то Сократ болтается там в корзинке, говоря, что он гуляет по воздуху, и несет ещё много разного вздору, в котором я ничего не смыслю. […] а только ведь это, о мужи афиняне, нисколько меня не касается. А в свидетели этого призываю большинство из вас самих и требую, чтобы это дело обсудили между собою все те, кто когда-либо меня слышал; ведь из вас много таких. Спросите же друг у друга, слышал ли кто из вас когда-либо, чтобы я хоть сколько-нибудь рассуждал о подобных вещах, и тогда вы узнаете, что настолько же справедливо и все остальное, что обо мне говорят». Суд приговорил Сократа к смерти.
Из-за последствий постановки «Облаков» Аристофана критиковали писатели и философы Нового и Новейшего времени. В фильме 1991 года «Сократ» он назван «ничтожным», так как критика великого философа, по мнению режиссёра, не соответствовала действительности. Комедиографа даже могли называть «убийцей Сократа». Своё негативное отношение к очернению Аристофаном великого античного философа высказывали В. К. Тредиаковский, Ф. Шеллинг и Н. Буало:
Прославленный поэт снискал себе почёт,
Черня достоинства потоком злых острот;
Он в "Облаках" своих изобразил Сократа,
И гикала толпа, слепа и бесновата.
Н. Буало. Поэтическое искусство
Немецкий философ Г. Гегель даёт такую характеристику Аристофану и его комедии «Облака»: «Этот поэт, ожесточённо осмеивающий Сократа, сделавший из него комичнейшую фигуру, не является, таким образом, обыкновенным шутом и плоским остряком, осмеивающим самое святое и прекрасное и ради своего остроумия жертвующим всем, чем угодно, лишь бы вызвать смех у афинян. […] В „Облаках“ мы видим, правда, не тот наивный комизм, а определённый намеренный протест. Аристофан даёт комическое изображение Сократа, причём комизм состоит в том, что Сократ своими моральными усилиями осуществляет противоположное тому, к чему он стремится. […] Нельзя, однако, сказать, что этим изображением он поступил несправедливо по отношению к Сократу. Следует даже удивляться глубокомыслию Аристофана, который распознал отрицательную сторону диалектики Сократа».

## Аллюзии. Переводы. Постановки
Литературоведы находят аллюзии из «Облаков» в пьесах Бена Джонсона «Скоба новостей» 1625 года, «Аристипп» Томаса Рэндольфа. Классик английской литературы Джонатан Свифт в «Сказке бочки» писал: «Чтобы помочь беде, философы испокон веков применяли свой способ: строили воздушные замки. Но несмотря на распространенность такого рода построек и давно приобретенную ими прочную репутацию, которая сохраняется и поныне, я смиренно полагаю, что все они, не исключая даже сооружения Сократа, подвесившего себя в корзине, чтобы привольнее было предаваться умозрению, страдают двумя явными неудобствами. Во-первых, фундамент у них возводится слишком высокий, так что часто они оказываются не доступными для зрения и всегда для слуха. Во-вторых, материалы их, крайне непрочные, …», что имеет явные отсылки к «Облакам» Аристофана.
В 1836 году в Fraser’s Magazine был опубликован анонимный памфлет «The Possums of Aristophanes, Recently Recovered». Сочинение представляло якобы первую утерянную версию «Облаков». В нём объектом нападок был Микромегал, в котором читатели легко угадывали премьер-министра Чарльза Грея.
Первое печатное издание «Облаков», вместе с другими комедиями Аристофана, датировано 1498 годом. На английский язык комедию впервые перевёл в 1655 году Томас Стэнли, на немецкий её перевели в 1613 году, на итальянский — в 1754 году. На русский язык комедию переводили как минимум четыре раза — Иван Муравьёв-Апостол в 1821 году, Валерий Алексеев в 1893 году, В. Теплов в 1897 году, Адриан Пиотровский в 1927 году. Пьесу неоднократно переиздавали в оригинале и переводах на различные языки, в том числе в составе серий Collection Budé и Loeb Classical Library (том 488).
Дошедшую до нас версию «Облаков» периодически ставят на сцене. В электронной базе, созданной специалистами университета Оксфорда, насчитывают 114 театральных постановок «Облаков» с 1549 по 2019 годы.